# Marian Bucurescu
Marian Bucurescu (n. 26 noiembrie 1953, București) a fost un fotbalist și antrenor de fotbal român. A jucat ca extremă dreaptă mai întâi, stânga mai apoi. Produs al lui Dinamo București pentru care însă a jucat doar un singur meci în Divizia A. A mai evoluat pe prima scenă la Chimia Râmnicu Vâlcea, Jiul Petroșani și Sportul Studențesc București. În Divizia B a fost cu Dinamo Slatina, Chimia Râmnicu Vâlcea și CS Târgoviște, iar în C cu Dinamo Obor București. După încheierea carierei, a activat ca antrenor la mai multe echipe, între 1986 și 2009. Între 2010-2014, a lucrat în cadrul FRF. Din 2015 este observator al LPF.